# Georg Ludwig Hansen
Georg Ludwig Hansen (auch: Georgius Ludovicus Hansen und Georg Ludewig Hansen; * 1. Oktober 1738 in Hoya; † 17. Dezember 1818 in Hannover) war ein deutscher Arzt und Königlich Hannoverscher Hof-Medikus.

## Leben

### Werdegang
Georg Ludwig Hansen war der Sohn des Regimentschirurgen Carl Leopold Hansen (* 1703; † 26. August 1776 in Hoya) und dessen Ehefrau (* 1701; † 31. März 1767).
Hansen war einer der ersten Schüler am Christianeum in Altona, bevor er ärztlich in Hoya in Erscheinung trat. Bis zu seiner Volljährigkeit hat mutmaßlich sein Vater interimistisch ausgeholfen.
In der Folge studierte Hansen an der Universität Göttingen, wo er am 29. März 1762 seine Disputation über die Rachitis gegen den Leibmedikus Johann Georg Roederer verteidigte und mit dem Dr. med. schloss. 1768 erschien er als solcher in Hoya.
Am 27. November 1767 heiratete Hansen in der Neustädter Hof- und Stadtkirche St. Johannis Margarete Christina von der Vecken, Tochter des in Hannover tätigen Kaufmanns Anton von der Vecken und der Anna Maria Schilling. Mit ihr hatte er mehrere Kinder. Durch seine Hochzeit wurde Hansen mit Anthony von der Vecken (1687–1766) verwandt, dem Großvater des Schriftstellers Johann Anton Leisewitz.
In der Folge ließ sich Hansen als praktischer Arzt in Hannover nieder. Dort war er 1797 Gründungsmitglied der Naturhistorischen Gesellschaft Hannover und hielt in ihr 1801 den Vortrag Dr. Georg Ludwig Hansen über die Frage, was bisher für die naturhistorische und physikalische Beschreibung von Kurhannover geschehen ist.

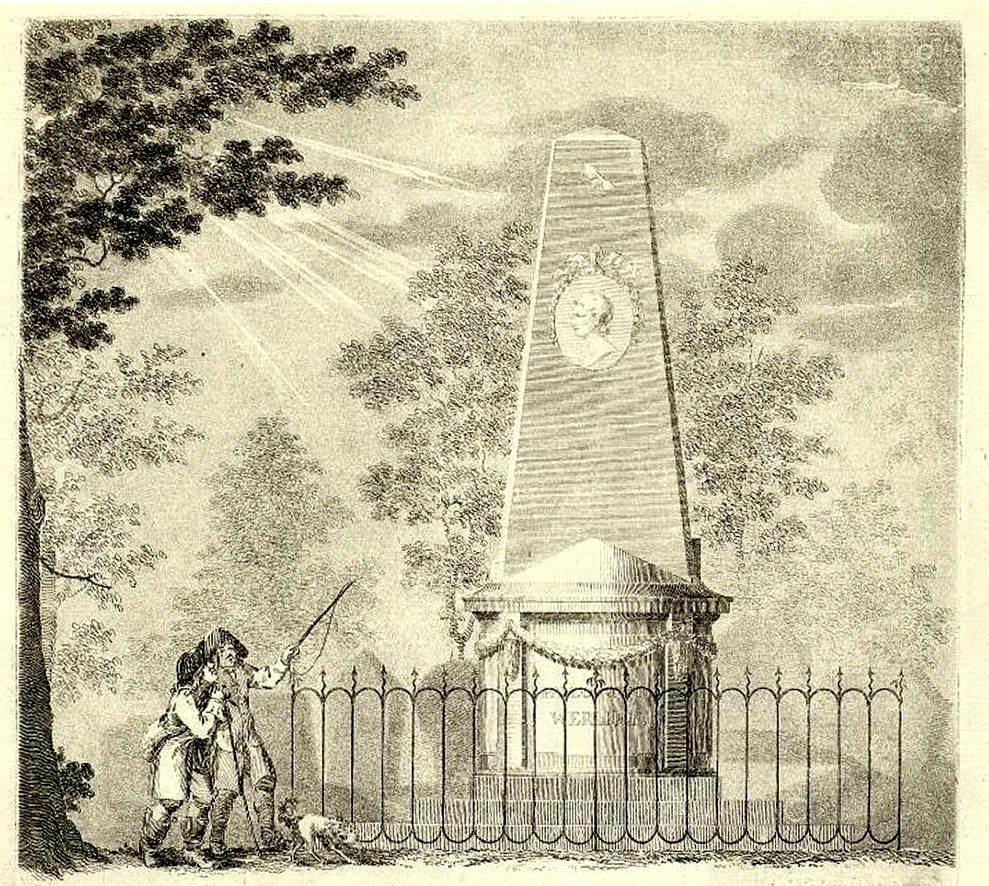
Das maßgeblich von Hansen initiierte, von Ganz entworfene und von Ziesenis 1783 errichtete „Monument“ für Paul Gottlieb Werlhof auf dem [Alten] St. Nikolai-Kirchhof vor Hannover;
Kupferstich (Ausschnitt); VD 18, Niedersächsische Staats- und Universitätsbibliothek Göttingen

Bereits zuvor hatte Hansen – gemeinsam mit dem Hofmedikus Johann Ernst Wichmann – für den wenige Jahre zuvor gestorbenen Freund, den Dichter und Hofmedikus Paul Gottlieb Werlhof – einen Plan für ein Denkmal für Werlhof ersonnen, für das die beiden dann eine Sammlung bei anderen Persönlichkeiten der hannoverschen Stadtgesellschaft sowie aus dem weit verstreuten Freundeskreis des Verstorbenen durchführten. In der Folge wurde – nach einer „Erfindung“ durch den Hofkupferstecher Johann Philipp Ganz und der Ausführung durch den Hof- und Steinbildhauer Johann Friedrich Ziesenis – im April 1783 das Denkmal für Paul Gottlieb Werlhof auf dem Alten St.-Nikolai-Friedhof errichtet. Später wies Leopold Friedrich Günther von Goeckingk in dem von ihm herausgegebenen Journal von und für Deutschland in der 1785 publizierten „Beschreibung des Werlhofischen Denkmals zu Hannover“ zu Recht darauf hin, dass andere berühmte Ärzte wie etwa der „Weltweise“ Gottfried Wilhelm Leibniz noch kein eigenes Monument erhalten hätten.
1805 wurde Hansen zum Hofmedikus, Landphysikus und Stadtphysikus-Adjunctus ernannt.
Das Hannoversche Adressbuch von 1817 verzeichnete den Wohnsitz des Hofmedicus in der Straße Knappenort 828.

## Schriften und Korrespondenzen
Noch im 18. Jahrhundert verfasste Hansen verschiedene Abhandlungen in überregional vertriebenen Blättern wie im Ernst Gottfried Baldingers Neuen Magazin für Ärzte, dem Hannövrischen Magazin, dem Intelligenzblatt der Leipziger Literaturzeitung oder den Göttinger Gelehrten Anzeigen. Dabei beschrieb er mehrfach die Behandlung insbesondere armer Kranker in Hannover, die Behandlung der durch Hunde verbreiteten Tollwut, das Sammeln von Trüffeln in verschiedenen Gegenden sowie Biographien zu dem Ökonomen Johann Beckmann und den Impfpionier Georg Friedrich Ballhorn.
Hansen stand in persönlichem und Briefkontakt mit dem Archivar, Bankier und Kunstsammler Georg Kestner; von beiden haben sich heute Autographen erhalten.
Posthum erschien das von dem Büchersammler verfasste und 1819 bei Ernst August Telgener herausgegebene Verzeichniß der Bücher-Sammlung des … Hansen.
Schriften:
- Resp. Dissertatio inauguralis medica de rhachitide. Præs. J. G. Roederero, etc., Gottingae, [1762]; Digitalisat über Google-Bücher
- Von der Besorgung der armen Kranken in Hannover, in Neues Magazin für Ärzte, Jahrgang IX, Ausgabe 4, S. 323ff.
- Von den armen Kranken zu Hannover, in Hannövrisches Magazin, 1789, Ausgabe 18, S. 273–278
- Ueber die Mouetasche Heilart des tollen Hundsbisses, in Hannövrisches Magazin, 1791, Ausgabe 5, S. 73–78
- Rettung einer in die Leine gefallenen Frauensperson, in Hannövrisches Magazin, 1809, Ausgabe 41, S. 641–646
- Nachricht von den Trüffeln, die in verschiedenen Gegenden gesammelt werden, in Göttinger Gelehrte Anzeigen, Jahrgang 1796, S. 1906f.
- Vom Leben und Schriften Dr. Georg Friedr. Ballhorns, im Intelligenzblatt der Leipziger Literaturzeitung 1805, Ausgabe 49, S. 800–805
- Beytrag zur Biographie des Hofraths und Professors Joh. Beckmann, In: Hannövrisches Magazin, 1811. Ausgaben 17 und 18, S. 257–286
- Verzeichniß der Bücher-Sammlung des … Hansen, Hannover: Ernst August Telgener, 1819[10]